# Thomas F. Gilroy
Thomas F. Gilroy (né le 3 juin 1840 et mort le 1er décembre 1911) fut maire de New York du 1er janvier 1893 au 31 décembre 1894.
Il est l'oncle de l'actrice Mamie Gilroy.